# Liste der schwedischen Abgeordneten zum EU-Parlament (1995–1999)
Die Liste der schwedischen Abgeordneten zum EU-Parlament (1995–1999) listet alle schwedischen Mitglieder des 4. Europäischen Parlaments auf, die zunächst beim EU-Beitritt Schwedens zu Jahresbeginn 1995 ins EU-Parlament entsandt wurden sowie alle Mitglieder, die nach der Europawahl in Schweden 1995 ins EU-Parlament einzogen.

## Entsandte Abgeordnete

### Mandatsstärke der Parteien
Als Schweden zum 1. Januar 1995 der EU beitrat, entsandte es 22 Mitglieder in das EU-Parlament. Die Mandatsverteilung lehnte sich an das letzte Wahlergebnis der Wahlen zum Schwedischen Reichstag 1994 an.
- GUE/NGL: 1
- SPE: 11
- Grüne: 1
- ELDR: 3
- EVP: 6

| Nationale Partei                              | Mandate | Fraktion                                                                                      |
| --------------------------------------------- | ------- | --------------------------------------------------------------------------------------------- |
| Sveriges socialdemokratiska arbetareparti (S) | 11      | Fraktion der Sozialdemokratischen Partei Europas (SPE)                                        |
| Moderata samlingspartiet (M)                  | 05      | Fraktion der Europäischen Volkspartei (EVP)                                                   |
| Kristdemokraterna (KD)                        | 01      | Fraktion der Europäischen Volkspartei (EVP)                                                   |
| Centerpartiet (C)                             | 02      |  Fraktion der Europäischen Liberalen, Demokratischen und Reformpartei (ELDR)                  |
| Folkpartiet liberalerna (FL)                  | 01      |  Fraktion der Europäischen Liberalen, Demokratischen und Reformpartei (ELDR)                  |
| Miljöpartiet de gröna (MP)                    | 01      | Fraktion Die Grünen                                                                           |
| Vänsterpartiet (V)                            | 01      | Konföderale Fraktion der Vereinten Europäischen Linken/ 000Nordischen Grünen Linken (GUE/NGL) |
| SUMME                                         | 22      |                                                                                               |

### Abgeordnete
| Bild | Name                   | MEP seit     | Partei | Fraktion | Kommentar |
| ---- | ---------------------- | ------------ | ------ | -------- | --------- |
|      | Birgitta Ahlqvist      | 1. Jan. 1995 | S      | SPE      |           |
|      | Axel Andersson         | 1. Jan. 1995 | S      | SPE      |           |
|      | Jan Andersson          | 1. Jan. 1995 | S      | SPE      |           |
|      | Hadar Cars             | 1. Jan. 1995 | FL     | ELDR     |           |
|      | Charlotte Cederschiöld | 1. Jan. 1995 | M      | EVP      |           |
|      | Karin Falkmer          | 1. Jan. 1995 | M      | EVP      |           |
|      | Reynold Furustrand     | 1. Jan. 1995 | S      | SPE      |           |
|      | Per Gahrton            | 1. Jan. 1995 | MP     | Grüne    |           |
|      | Holger Gustafsson      | 1. Jan. 1995 | KD     | EVP      |           |
|      | Bengt Hurtig           | 1. Jan. 1995 | V      | GUE/NGL  |           |
|      | Inga-Britt Johansson   | 1. Jan. 1995 | S      | SPE      |           |
|      | Maj-Lis Lööw           | 1. Jan. 1995 | S      | SPE      |           |
|      | Karl Erik Olsson       | 1. Jan. 1995 | C      | ELDR     |           |
|      | Kristina Persson       | 1. Jan. 1995 | S      | SPE      |           |
|      | Bengt-Ola Ryttar       | 1. Jan. 1995 | S      | SPE      |           |
|      | Yvonne Sandberg-Fries  | 1. Jan. 1995 | S      | SPE      |           |
|      | Karin Starrin          | 1. Jan. 1995 | C      | ELDR     |           |
|      | Per Stenmarck          | 1. Jan. 1995 | M      | EVP      |           |
|      | Maj Britt Theorin      | 1. Jan. 1995 | S      | SPE      |           |
|      | Margaretha af Ugglas   | 1. Jan. 1995 | M      | EVP      |           |
|      | Ivar Virgin            | 1. Jan. 1995 | M      | EVP      |           |
|      | Tommy Waidelich        | 1. Jan. 1995 | S      | SPE      |           |

## Gewählte Abgeordnete

### Mandatsstärke der Parteien
Den drei neuen EU-Mitgliedern Finnland, Österreich und Schweden war zur Bedingung gestellt worden innerhalb von 2 Jahren nach dem EU-Beitritt am 1. Januar 1995 reguläre Europa-Wahlen abzuhalten. Schweden führte diese als erstes der drei Länder bereits am 17. September 1995 durch. Die Sitzverteilung veränderte sich teilweise erheblich. So verloren die Sozialdemokraten vier Sitze, während Grüne und Linke Sitze hinzugewannen. Die Christdemokraten verloren gar ihren bis dahin einzigen Sitz. Die Abgeordneten nahmen ab dem 8. Oktober 1995 ihr Mandat im Europaparlament wahr.
- GUE/NGL: 3
- SPE: 7
- Grüne: 4
- ELDR: 3
- EVP: 5

| Nationale Partei                              | Mandate | Fraktion                                                                                      |
| --------------------------------------------- | ------- | --------------------------------------------------------------------------------------------- |
| Sveriges socialdemokratiska arbetareparti (S) | 7       | Fraktion der Sozialdemokratischen Partei Europas (SPE)                                        |
| Moderata samlingspartiet (M)                  | 5       | Fraktion der Europäischen Volkspartei (EVP)                                                   |
| Miljöpartiet de gröna (MP)                    | 4       | Fraktion Die Grünen                                                                           |
| Centerpartiet (C)                             | 2       |  Fraktion der Europäischen Liberalen, Demokratischen und Reformpartei (ELDR)                  |
| Folkpartiet liberalerna (FL)                  | 1       |  Fraktion der Europäischen Liberalen, Demokratischen und Reformpartei (ELDR)                  |
| Vänsterpartiet (V)                            | 3       | Konföderale Fraktion der Vereinten Europäischen Linken/ 000Nordischen Grünen Linken (GUE/NGL) |
| SUMME                                         | 22      |                                                                                               |

### Abgeordnete
| Bild | Name                     | MEP seit     | Partei | Fraktion | Kommentar                                                                 |
| ---- | ------------------------ | ------------ | ------ | -------- | ------------------------------------------------------------------------- |
|      | Birgitta Ahlqvist        | 8. Okt. 1995 | S      | SPE      | Abgeordnete bis zum 6. Oktober 1998, Nachrückerin: Veronica Palm          |
|      | Jan Andersson            | 8. Okt. 1995 | S      | SPE      |                                                                           |
|      | Staffan Burenstam Linder | 8. Okt. 1995 | M      | EVP      |                                                                           |
|      | Gunilla Carlsson         | 8. Okt. 1995 | M      | EVP      |                                                                           |
|      | Hadar Cars               | 8. Okt. 1995 | FL     | ELDR     |                                                                           |
|      | Charlotte Cederschiöld   | 8. Okt. 1995 | M      | EVP      |                                                                           |
|      | Marianne Eriksson        | 8. Okt. 1995 | V      | GUE/NGL  |                                                                           |
|      | Per Gahrton              | 8. Okt. 1995 | MP     | Grüne    |                                                                           |
|      | Ulf Holm                 | 8. Okt. 1995 | MP     | Grüne    |                                                                           |
|      | Anneli Hulthén           | 8. Okt. 1995 | S      | SPE      |                                                                           |
|      | MaLou Lindholm           | 8. Okt. 1995 | MP     | Grüne    |                                                                           |
|      | Hans Lindqvist           | 8. Okt. 1995 | C      | ELDR     |                                                                           |
|      | Maj-Lis Lööw             | 8. Okt. 1995 | S      | SPE      |                                                                           |
|      | Karl Erik Olsson         | 8. Okt. 1995 | C      | ELDR     |                                                                           |
|      | Veronica Palm            | 6. Okt. 1998 | S      | SPE      | nachgerückt für Birgitta Ahlqvist                                         |
|      | Yvonne Sandberg-Fries    | 6. Okt. 1998 | S      | SPE      | nachgerückt für Tommy Waidelich                                           |
|      | Inger Schörling          | 8. Okt. 1995 | MP     | Grüne    |                                                                           |
|      | Jonas Sjöstedt           | 8. Okt. 1995 | V      | GUE/NGL  |                                                                           |
|      | Per Stenmarck            | 8. Okt. 1995 | M      | EVP      |                                                                           |
|      | Jörn Svensson            | 8. Okt. 1995 | V      | GUE/NGL  |                                                                           |
|      | Maj Britt Theorin        | 8. Okt. 1995 | S      | SPE      |                                                                           |
|      | Ivar Virgin              | 8. Okt. 1995 | M      | EVP      |                                                                           |
|      | Tommy Waidelich          | 8. Okt. 1995 | S      | SPE      | Abgeordneter bis zum 6. Oktober 1998, Nachrückerin: Yvonne Sandberg-Fries |
|      | Sören Wibe               | 8. Okt. 1995 | S      | SPE      |                                                                           |